# Beleg van La Rochelle (1627-1628)

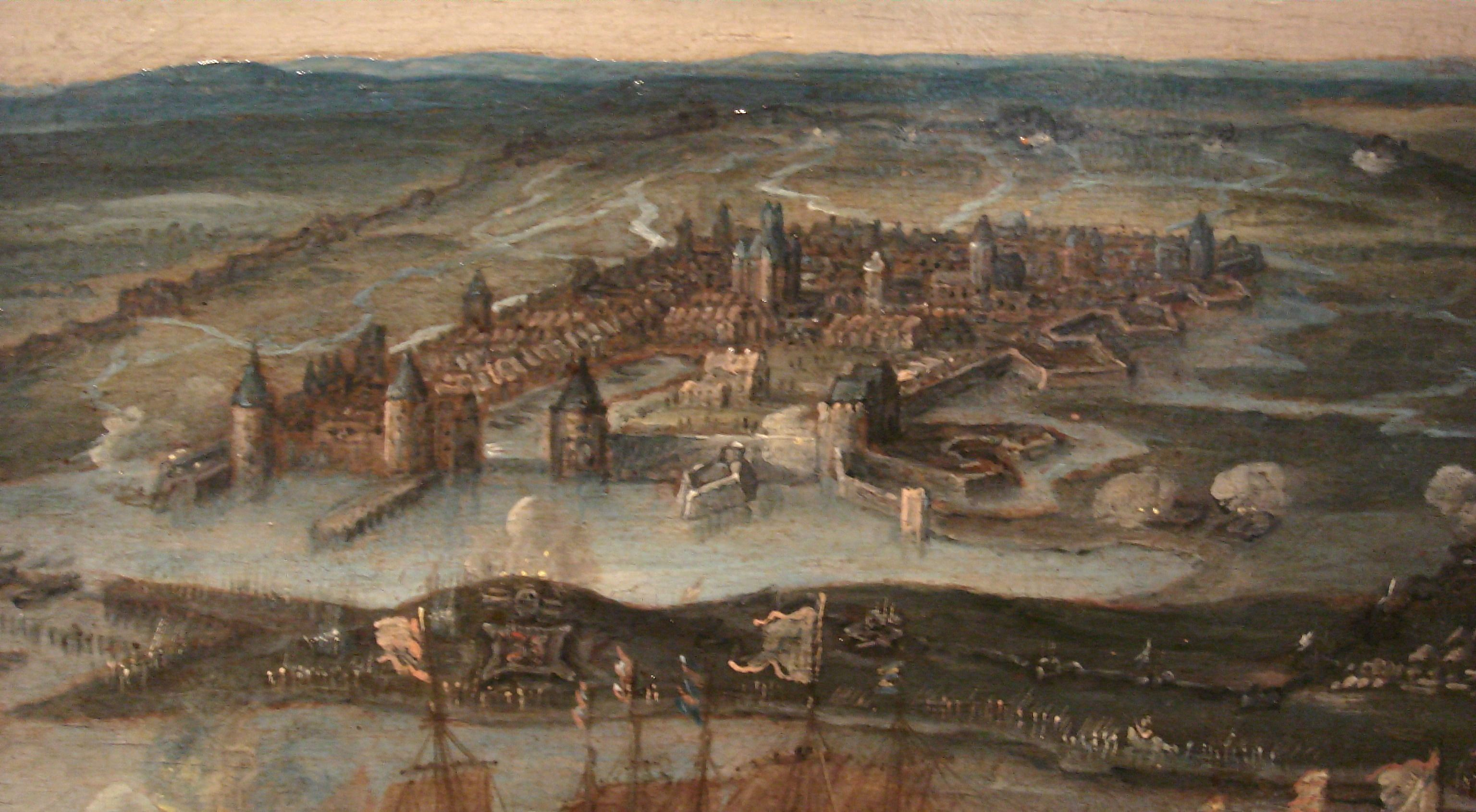
Het beleg gedurende 1628 (detail)
(17e eeuw), Orbigny-Bernon Museum

Het Beleg van La Rochelle was het resultaat van een oorlog tussen de Franse koninklijke strijdkrachten van koning Lodewijk XIII van Frankrijk en de hugenoten van La Rochelle in 1627-1628. Het beleg markeerde de hoogspanning tussen de katholieken en de protestanten in Frankrijk en eindigde met een volledige overwinning voor koning Lodewijk XIII en de katholieken.

## Achtergrond
In het Edict van Nantes had Hendrik IV van Frankrijk de hugenoten uitgebreide rechten verleend. La Rochelle werd het bolwerk van hun macht onder een eigen bestuur. Het werd het centrum van zeemacht en het sterkste verzetscentrum tegen de regering van Frankrijk. La Rochelle was in de 17e eeuw tevens de op één of twee na grootste stad in Frankrijk met circa 30.000 inwoners.
De moord op Hendrik IV in 1610 en de komst van Lodewijk XIII onder het regentschap van Maria de' Medici markeerden een terugkeer naar een prokatholieke politiek en een verzwakking van de protestanten. De hertog Henri de Rohan en zijn broer Soubise startten met het organiseren van protestants verzet vanaf die periode, wat uiteindelijk zou losbarsten tot een hugenotenrebellie. Lodewijk XIII belegerde en veroverde Saint-Jean-d'Angély voorafgaande aan de blokkade van La Rochelle in 1621-22 die in een patstelling voor beide partijen verkeerde en werd afgesloten met het Verdrag van Montpellier.
Opnieuw namen Rohan en Soubise de wapens op in 1625, wat zou eindigen in de inname van Île de Ré door Lodewijk XIII. Na deze gebeurtenissen was het de wens van Lodewijk XIII om deze opstandige hugenoten voorgoed te onderwerpen en Lodewijks eerste minister kardinaal Richelieu verklaarde dat de onderwerping van de hugenoten de eerste prioriteit had van het koninkrijk.

## Beleg
In augustus 1627 begonnen koninklijke strijdkrachten La Rochelle te omsingelen, met een leger van 7.000 soldaten, 600 paarden en 24 kanonnen. Het beleg werd geleid door Karel van Valois, hertog van Angoulême. Ze begonnen met het versterken van bolwerken bij Bongraine en Fort Lodewijk. Op 10 september klonken de eerste kanonschoten vanuit La Rochelle, gericht op Fort Lodewijk, wat de start was van de Derde Hugenotenrebellie. La Rochelle was de grootste stad onder de hugenotensteden en het centrum van het verzet. Kardinaal Richelieu was de commandant van de koninklijke troepen tijdens het beleg, wanneer de koning afwezig was.
Toen de vijandigheden op gang kwamen, begonnen Franse ingenieurs met het isoleren van de stad door verschansingen op te stellen, circa 12 kilometer lang, versterkt met 11 bolwerken en 18 duchten. De omheining van versperringen was in april 1628 klaar en werd bemand door 30.000 koninklijke rekruten.
Ze bouwden met 4000 manschappen ook nog eens een 1400 meter lange zeewal, om de uitvaartroute vanuit de stad te blokkeren. Het aanvankelijke idee om de vaarroute te blokkeren vanuit de haven van La Rochelle om alle bevoorrading onmogelijk te maken kwam van de Italiaanse ingenieur Pompeo Targone, maar zijn creatie werd vernietigd door het winterweer. Daarvoor was een gelijk soort idee gebruikt door Clement Metzeau in november 1627, de zeewal of muur werd toen gebouwd op de funderingen van al eerder gezonken schuiten, aangevuld met rommel (zoals natuursteen). Franse artillerie werd toen ingezet om de Engelse bevoorradingsschepen te stoppen bij het bevoorraden van de stad.
Ondertussen was Hendrik de Rohan bezig met het opzetten van een ontzettingsleger in Zuid-Frankrijk om La Rochelle bevrijd te krijgen. In februari lukte het nog om enkele bevoorradingsschepen langs de zeewal te loodsen, maar in maart lukte dit niet meer. De stad was compleet geblokkeerd en de enige hoop was op een mogelijke interventie van de Engelse vloot.

## Nasleep
De bewoners van La Rochelle hadden het beleg 14 maanden weerstaan onder het leiderschap van burgemeester Jean Guitton met geleidelijke steun vanuit Engeland. Gedurende het beleg daalde het inwoneraantal van La Rochelle van ruim 27.000 tot 5.000 door ziekte, hongersnood en geweld.
De overgave onder onvoorwaardelijke termen leidde tot de Vrede van Alès. De hugenoten verloren hun grondgebied en hun militaire en politieke rechten maar mochten hun geloofsrechten behouden die verkregen waren in het Edict van Nantes.